# Pavetta formosa
Pavetta formosa är en måreväxtart som beskrevs av Cornelis Eliza Bertus Bremekamp. Pavetta formosa ingår i släktet Pavetta och familjen måreväxter. Inga underarter finns listade i Catalogue of Life.